# Médaille commémorative des campagnes d'Afrique
La médaille commémorative des campagnes d'Afrique est une médaille décernée par le royaume d'Italie à toute personne ayant participé aux campagnes d'expansion coloniale italiennes en Afrique

## Historique
Cette médaille est instituée par Humbert Ier d'Italie le 3 novembre 1894, pour récompenser les participants à la première tentative d’expansion coloniale italienne en Afrique, entre 1887 et 1896, qui débouche sur la fondation des colonies de Somalie et d'Érythrée. La médaille continue à être attribuée par le fils d'Humbert Ier, Victor-Emmanuel III, qui l'accorda principalement pour la participation à la seconde guerre italo-éthiopienne.

## Insigne
La médaille est un disque de bronze portant sur l'avers le buste d'Humbert Ier (entre 1894 et 1896) ou de Victor-Emmanuel III (entre 1900 et 1946) de profil, portant la couronne d'Italie, sans aucune légende. Le revers porte l'inscription CAMPAGNE D'AFRICA entourée d'un couronne de laurier.
Le ruban est rouge avec une bande bleue de part et d'autre.

## Sources
- (it) Cet article est partiellement ou en totalité issu de l’article de Wikipédia en italien intitulé « Medaglia commemorativa delle campagne d'Africa » (voir la liste des auteurs).